# Aislamiento de redes
Los aisladores de red forman un punto de separación galvánica con una elevada resistencia a las tensiones eléctricas dentro de una línea de transmisión de datos Ethernet compuesta por cables de cobre. Aquí se transmiten, con las menores pérdidas posibles y según el principio de inducción electromagnética, tensiones alternas de alta frecuencia dentro de la banda de frecuencia empleada en la transmisión de datos. A causa de este principio de transmisión, los aisladores de red no precisan de un suministro de corriente propio. En la actualidad, el aislador de red permite alcanzar una velocidad de transmisión de hasta 1000 Mbit/s.

## Campos de aplicación

### Técnica médica
En el campo de la medicina, los aisladores de red se emplean para proteger a los pacientes de las corrientes de fuga. De acuerdo con la norma IEC 60601-1 (3ª edición) para aparatos y equipos electromédicos, la conexión de red entre un artículo médico activo y una red Ethernet o un aparato no médico, como por ejemplo un ordenador de oficina o un portátil, se clasifica de fuente de peligro potencial. Dicha conexión podría originar una corriente de fuga que pusiera en peligro a los pacientes como consecuencia de las diferencias de tensión entre los potenciales de tierra de los elementos de red conectados. Estas diferencias de tensión también podrían ser causa de un fallo en la instalación, por ejemplo, por una conexión incorrecta o un contacto metálico entre las líneas con aislamiento o de transmisión de datos de un cable dañado y los elementos conductores de tensión dentro de la guía para cables. 
Los aisladores de red pueden utilizarse ya sea como accesorios o como parte integrante de un aparato o sistema electromédico. Si bien es cierto que los propios aisladores de red dentro de un sistema electromédico también están sujetos a los requisitos de 60601-1 y 60601-1-2, no se consideran artículos médicos en el sentido de la Ley de productos médicos 93/42/CEE, dado que por sí solos no cumplen ninguna función terapéutica o de diagnosis. Al ser considerados aparatos individuales no están por tanto obligados a someterse a controles técnicos y de seguridad (STK, por sus siglas en alemán), a no ser que el fabricante del aislador de red o del sistema electromédico integrado por un aislador de red y un artículo médico activo así lo exija en la documentación adjunta.
Los aisladores de red deberán colocarse lo más cerca posible al aparato médico en cuestión. En el campo de la medicina se utilizan a menudo en combinación con transformadores de aislamiento, que también se emplean para protección de los pacientes, no obstante protegen frente a fugas mayores originadas en la red de alimentación de corriente en caso de un fallo en el aislamiento.

### Otros campos de aplicación
Los aisladores de red se emplean además en muchas otras instalaciones técnicas, con el fin de obtener un aislamiento de potencial entre los aparatos conectados a la red, por ejemplo:
- En las instalaciones de medición y de vigilancia en los campos de pruebas eléctricas, conectadas a una central a través de interfaces Ethernet.
- En los sistemas con servidores redundantes, conectados a una distancia de hasta 100 m por medio de cableado de cobre.
- En conexiones de red con cables de cobre, dentro del sector privado o profesional, que peligran a causa de las inevitables diferencias de potencial existentes entre los edificios o algunas partes de ellos, y para las que, sin embargo, la conexión por medio de un conductor de fibra óptica supondría una solución muy costosa.
- En general como filtro de ferrita para conexiones Ethernet.

## Requisitos técnicos
En la norma internacional IEC 60601-1 (3ª edición) en relación con los aparatos y equipos electromédicos se establece que la instalación de aislamiento técnico deberá cumplir con unos requisitos muy estrictos en cuanto a los aisladores de red. En estos casos, las exigencias son mayores que las recogidas en la norma IEC 60950 (equipos de tecnología de la información), que se aplica en un sector no médico, ya que se parte de la base de que un paciente podría encontrarse inconsciente, anestesiado o incapacitado para moverse, lo que haría necesario adoptar mayores medidas de seguridad. 
En relación con los aparatos y equipos médicos, la norma IEC 60601-1 (3ª edición) exige dos medidas de protección independientes para la seguridad de los pacientes (MOPP, por sus siglas en inglés = Means Of Patient Protection). No obstante, un aislador de red puede, dependiendo de su instalación de aislamiento, ofrecer una o dos medidas de protección para la seguridad del paciente (MOPP). En caso de tratarse de una única MOPP, se deberá adoptar una segunda medida de protección para el aparato en cuestión, por ejemplo a través de un conductor de regulación de potencial instalado de manera fija.
Los fabricantes confirman el cumplimiento de los requisitos recogidos en las normas y directrices que tienen aplicación en este sector, especialmente de la IEC 60601-1, a través de declaraciones CE propias o certificados de pruebas procedentes de campos de prueba independientes. No obstante, y por lo general, en los certificados no se especifica si un aislador de red dispone de una o dos MOPPs, lo que dependerá de la combinación de los trayectos de aire y de fluencia, de la instalación del aislamiento y de la resistencia a las tensiones eléctricas. Únicamente teniendo en cuenta la resistencia a las tensiones eléctricas –se exigen 1,5 KV (AC) para una MOPP y 4 KV (AC) para dos MOPPs– no se puede determinar la cantidad de MOPPs llevadas a cabo.
Las conexiones por cable sin protección, que esporádicamente se mencionan como alternativa al empleo de los aisladores de red, no muestran la eficacia suficiente a nivel de protección de acuerdo con la norma IEC 60601-1, dado que las propias líneas de transmisión de datos también pueden conducir tensiones peligrosas. 
Los elementos de separación galvánica empleados en tarjetas de red y en otros componentes activos de la red –construidos conforme a la norma IEC 60950– no cumplen con los requisitos exigidos a una instalación de separación galvánica en el sentido de la norma IEC 60601-1, ya que, por un lado, la protección está conectada de principio a fin y, por otro lado, la instalación del aislamiento no cumple, por lo general, con los estrictos requisitos de la IEC 60601-1, por lo que no pueden sustituir a los aisladores de red en el campo de la medicina.
La calidad de transmisión de un aislador de red se puede determinar con ayuda de los parámetros habituales empleados en la técnica de red para los segmentos de cableado (por ejemplo, la pérdida de inserción, la pérdida de retorno o la paradiafonía).
La función de un aislador de red es la de impedir cada una de las conexiones galvánicas directas que tenga lugar entre los aparatos conectados. Por este motivo, además de las líneas de transmisión de datos también se deberá separar galvánicamente la protección del cable.

## Modelos
Los aisladores de red se encuentran disponibles en diferentes modelos, como aparato externo provisto de carcasa propia, como variantes de instalación para fabricantes de aparatos, así como integrados en una caja con salida de pared para la red.